# Pays mégadivers
Les pays mégadivers sont un groupe de pays dans lequel la majorité des espèces végétales et animales présentes sur Terre sont représentées ; ils sont donc considérés comme les plus riches de la planète en matière de diversité biologique. 
Ce concept a été développé par Russell Alan Mittermeier en 1988, à partir d’une analyse préliminaire des priorités vis-à-vis de la protection des primates dans le monde,.
La mégadiversité se traduit par une grande biodiversité. Le critère principal est l'endémisme au niveau des espèces, des genres et des familles. Un pays mégadivers doit compter au moins 5 000 espèces de plantes endémiques et doit border les écosystèmes marins.

## Historique

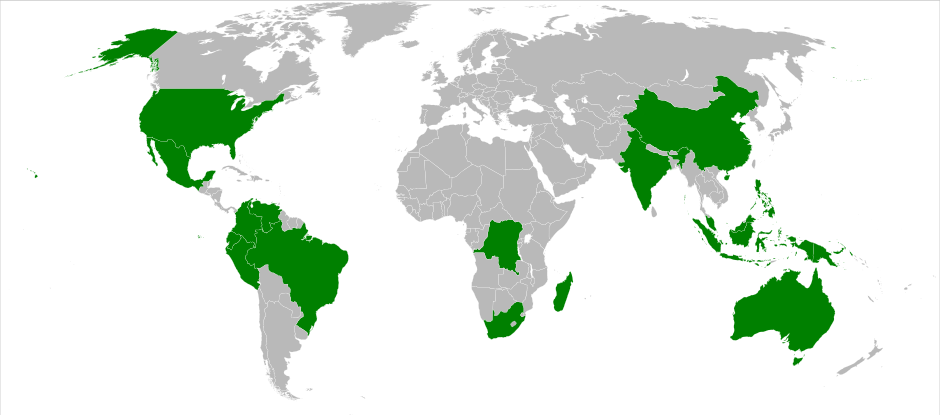
Carte des dix-sept pays mégadivers.

Lorsqu'il propose le concept dans sa publication de 1988, Russell Alan Mittermeier identifie six pays répondant à ce critère (Brésil, Colombie, Mexique, Zaïre, Madagascar et Indonésie), et considère que les analyses en cours permettront probablement d'identifier une douzaine de pays qui représentent à eux tous 50 à 80 % de la biodiversité mondiale.
Dans une publication de 1992, l'Union internationale pour la conservation de la nature y ajoute l'Australie pour rendre compte de 54 % des espèces du globe.
En 1996, en incluant les poissons d'eau douce, la liste est portée à une douzaine et inclut de plus l'Équateur, le Pérou, la Chine, l'Inde et la Malaisie,.
Le Centre mondial de surveillance pour la conservation de la nature (UNEP-WCMC), une agence du programme des Nations unies pour l'environnement, a identifié dix-sept pays mégadivers, la plupart situés dans les tropiques. La liste complétée ajoute la Papouasie-Nouvelle-Guinée, l'Afrique du Sud, les États-Unis, le Congo, les Philippines et le Venezuela.
Les pays mégadivers détiennent au moins les deux tiers, probablement environ les trois quarts, de la biodiversité mondiale.

## Initiative de Cancún et Pays mégadivers associés

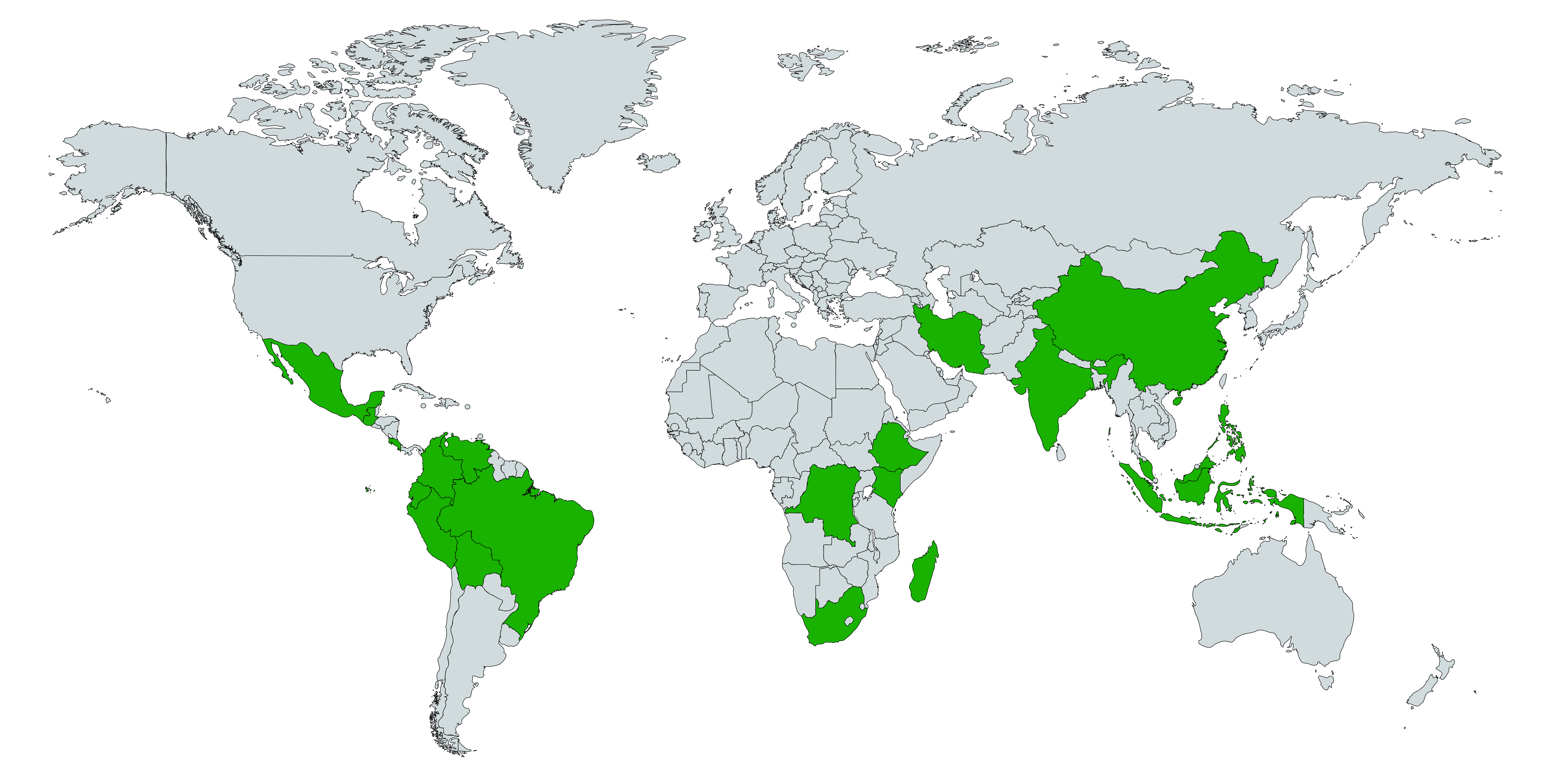
Carte des vingt pays mégadivers associés.

En 2002 est créée à Mexico une organisation des « pays méga divers » (Like-Minded Megadiverse Countries), regroupant 17 pays riches en diversité biologique et connaissances associées à cette biodiversité. Selon Serge Morand, ce groupe « vise à créer un mécanisme de coopération afin de promouvoir leurs intérêts concernant la diversité biologique, la protection des savoirs traditionnels, l’accès aux ressources génétiques et le juste et équitable partage des bénéfices issus de leurs usages ». Ces pays déclarent créer un groupe de pays mégadivers associés (paises megadiversos afines) pour disposer d'un mécanisme de consultation et de coopération leur permettant de promouvoir leurs intérêts et leurs priorités, liés à la préservation et à l'utilisation durable de la diversité biologique. Ils déclarent également qu'ils inviteront les pays qui ne sont pas devenus parties à la Convention sur la diversité biologique, au protocole de Carthagène sur la prévention des risques biotechnologiques et au protocole de Kyoto sur les changements climatiques, à devenir parties à ces accords.
Les membres conviennent de se réunir périodiquement, au niveau ministériel et au niveau des experts, et décident qu'à la fin de chaque réunion ministérielle annuelle, le prochain pays hôte tournant assumera le rôle de secrétaire du groupe, pour assurer sa continuité, le développement de la coopération entre ces pays et la réalisation des différents accords et objectifs.
Plus tard, en 2010, le Guatemala et l'Iran sont également inclus dans la liste.

## Pays mégadivers
|                                              | Pays mégadivers pour l'UNEP-WCMC | Pays de l'initiative de Cancún |
| -------------------------------------------- | -------------------------------- | ------------------------------ |
| Afrique du Sud                               | Oui                              | Oui                            |
| Australie                                    | Oui                              | Non                            |
| Bolivie                                      | Non                              | Oui                            |
| Brésil                                       | Oui                              | Oui                            |
| Chine : République populaire de Chine Taïwan | Oui                              | Oui                            |
| Costa Rica                                   | Non                              | Oui                            |
| Colombie                                     | Oui                              | Oui                            |
| Équateur                                     | Oui                              | Oui                            |
| Éthiopie                                     | Non                              | Oui                            |
| États-Unis                                   | Oui                              | Non                            |
| Guatemala                                    | Non                              | Oui                            |
| Inde                                         | Oui                              | Oui                            |
| Indonésie                                    | Oui                              | Oui                            |
| Iran                                         | Non                              | Oui                            |
| Kenya                                        | Non                              | Oui                            |
| Madagascar                                   | Oui                              | Oui                            |
| Malaisie                                     | Oui                              | Oui                            |
| Mexique                                      | Oui                              | Oui                            |
| Pérou                                        | Oui                              | Oui                            |
| Papouasie-Nouvelle-Guinée                    | Oui                              | Non                            |
| Philippines                                  | Oui                              | Oui                            |
| République démocratique du Congo             | Oui                              | Oui                            |
| Venezuela                                    | Oui                              | Oui                            |